# Mel Hopkins
Melvyn Hopkins (Ystrad, 1934. november 7. – Worthing, 2010. október 18.) walesi válogatott labdarúgó. 

## Pályafutása

### Klubcsapatban
1952 és 1964 között a Tottenham Hotspur csapatában játszott, melynek színeiben több mint 200 mérkőzésen lépett pályára. 1961-ben bajnokságot, FA-kupát és szuperkupát, 1962-ben FA-kupát és szuperkupát, 1963-ban pedig a kupagyőztesek Európa-kupáját nyert csapatával. 1964 és 1967 között a Brighton & Hove Albion együttesében játszott. 1967 és 1969 között a Canterbury City, 1969 és 1970 között a Bradford Park Avenue labdarúgója volt.

### A válogatottban
1956 és 1963 között 34 alkalommal szerepelt a walesi válogatottban. Részt vett az 1958-as világbajnokságon, ahol a walesiek összes mérkőzésén kezdőként kapott lehetőséget.

## Sikerei, díjai
Tottenham Hotspur FC
- Angol bajnok (1): 1960–61
- Angol kupagyőztes (2): 1960–61, 1961–62
- Angol szuperkupagyőztes (2): 1961, 1962
- Kupagyőztesek Európa-kupája győztes (1): 1962–63